# بامشل (فیلم ۱۹۳۳)
بامشل (به انگلیسی: Bombshell) یک فیلم سینمایی کمدی-درام و عاشقانه آمریکایی هالیوود پیشا-کد محصول سال ۱۹۳۳ به کارگردانی ویکتور فلمینگ با بازی جین هارلو، لی تریسی، فرانک مورگان، سی اوبری اسمیت، ماری فوربس و فرانکوت تون است. این فیلم بر اساس نمایشنامه‌ای به کارگردانی کارولین فرانک و مک کرین به همین نام تولید نشده‌است و توسط جان لی ماهین و جولز فورتمن برای این فیلم اقتباس شده‌است.